# Longstones

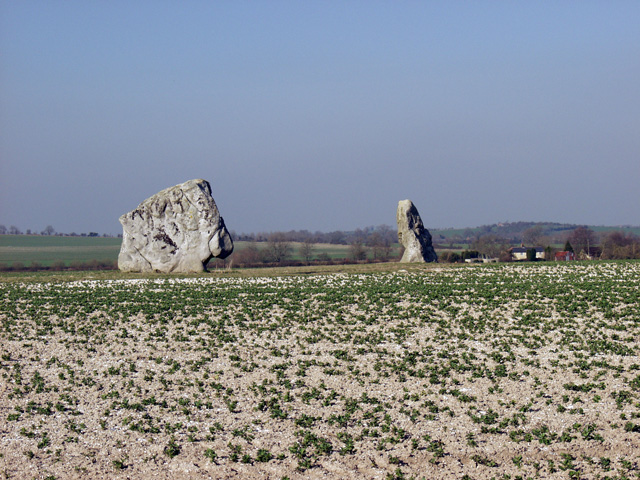
Die Longstones

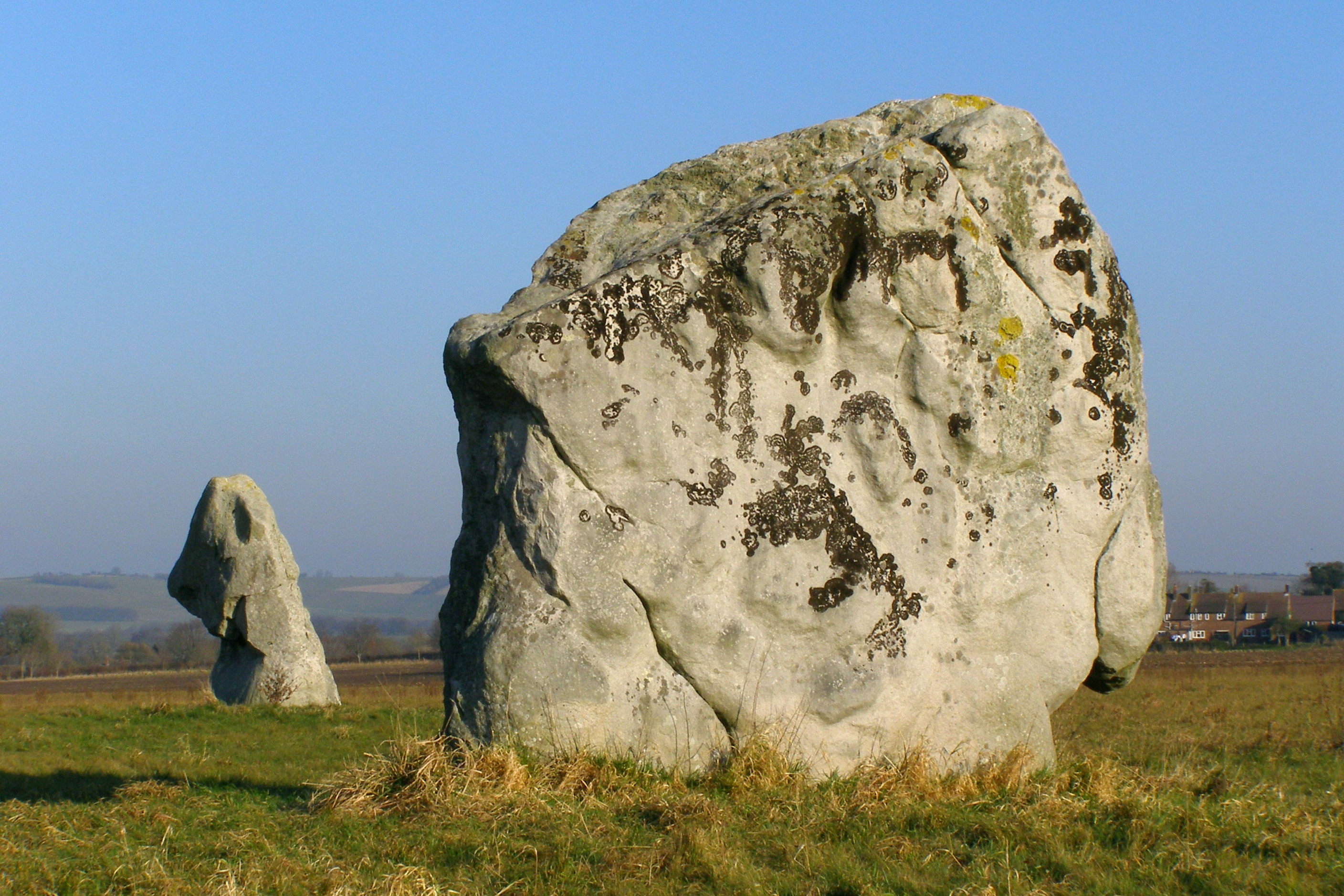
Die Longstones

Die Longstones sind zwei Menhire (englisch Standing stones), von denen einer der Rest einer prähistorischen Cove ist. Die als „Adam und Eva“ bekannten Steine werden als Steinpaar verstanden, obwohl der andere ein Teil der mit Avebury verbundenen Beckhampton Avenue war. Die Longstones stehen nördlich von Beckhampton in Wiltshire in England.
William Stukeley (1687–1765) nahm die Formation im 18. Jahrhundert auf, als sie erst teilweise zerstört war, und schlug vor, sie auszubauen, wobei spätere archäologische Ausgrabungen und geophysikalische Untersuchungen seine Annahmen nicht bestätigten. Stukeleys Zeichnung von 1743 zeigt den Verlauf der Beckhampton Avenue, wie er ihn sah. Zu der Zeit als Stukeley seine Pläne machte, waren noch 33 Steine (alle liegend, außer dreien), einige in Paaren, von möglicherweise 200 erhalten. Seit Ende des 18. Jahrhunderts ist abgesehen von den Longstones nichts mehr übrig. Wegen der fast totalen Zerstörung der Allee bezweifelten Archäologen ihre Existenz. Ausgrabungen um die Longstones haben aber nicht nur die Standlöcher der fehlenden Alleesteine lokalisiert, sondern sogar Sarsensteine, die umgestürzt und vermutlich während der Zerstörung im 14. Jahrhundert, die auch in Avebury betraf, begraben wurden. Die Wiederentdeckung der Allee hat Stukeley bestätigt, obwohl der genaue Verlauf und die Ausdehnung der Allee noch unklar sind.
Adam mit einem geschätzten Gewicht von 62 Tonnen ist der größere der beiden Steine. Er stürzte 1911 um und wurde 1912 wieder aufgerichtet. Er bildet zusammen mit drei anderen Steinen eine vierseitige Cove. Im Jahr 2000 enthüllten Ausgrabungen die Sockellöcher für die Steine, die dicht bei Adam platziert waren. Die Bucht war auf ihrer südöstlichen Seite, die in Richtung der nahe gelegenen Karawane South Street in 130 Metern Entfernung lag, offen. Die anderen Steine wurden von einem örtlichen Gutsbesitzer zerstört. Maud Cunnington (1869–1951) fand in der Nähe des Steins eine Brandbestattung eines Mannes mittleren Alters der Glockenbecherkultur. 1933 wurden die Steine als antikes Denkmal unter Schutz gestellt.
Laut dem Antiquarian-Eintrag dieser Stätte wurden zwei Steine aus dieser Allee entfernt und gegenüber dem Friedhof aufgestellt, während andere in die Brücke über den Winterbourne integriert wurden.